# Yield Boko
Yield Boko, född 5 juni 2005 på Annemanna stuteri i Ekerö i Stockholms län, är en svenskvarmblodig travhäst. Han tränades större delen av sin tävlingskarriär av Timo Nurmos och kördes oftast av Björn Goop.
Yield Boko tävlade mellan 2008 och 2012 och sprang in 4,8 miljoner kronor på 50 starter varav 22 segrar, 2 andraplatser och 7 tredjeplatser. Bland hans främsta meriter räknas segrarna i Breeders' Crown (2008, 2009), Europeiskt femåringschampionat (2010), V75 International (2010) och andraplatsen i Kalmarsundspokalen (2012).

## Karriär
Yield Boko gjorde sin tävlingsdebut den 14 maj 2008 på Solvalla, i ett lopp han vann. Han var obesegrad i karriärens sex första starter, och hörde tillsammans med konkurrenten Maharajah till kullens topp. Segersviten bröts den 24 september 2008 då han kom trea i ett uttagningslopp till Svenskt Trav-Kriterium. Han tog sedan åtta raka segrar, bland annat i Breeders' Crown för 3-åriga hingstar och valacker på Sundbyholms travbana. Segersviten bröts den 6 september 2009, då han kom femma i 2009 års upplaga av Svenskt Travderby på Jägersro.
Säsongen 2010 gjorde han sin första start för året den 6 juni på Axevalla travbana, och inledde med seger. Under samma säsong segrade han i Grupp 1-loppet Europeiskt femåringschampionat på Bjerke Travbane och Grupp 2-loppet V75 International på Jägersro.
Under säsongen 2011 tog Yield Boko endast en seger, då han haft skadeproblem. Efter säsongen 2011 flyttades han till Stefan Hultman, där han endast kom att göra 11 starter, innan tävlingskarriären avslutades.

### Avelskarriär
Efter avslutade tävlingskarriär var Yield Boko verksam som avelshingst i Sverige. Han har även varit uppstallad i Nederländerna och Australien. Sedan 2016 har han varit aktiv avelshingst i Danmark. Han har till februari 2019 fått 61 avkommor.